# Alopecurus gerardii
Espèce
Alopecurus gerardii est une espèce de plante de montagne de la famille des Poaceae.

## Variétés et formes
Selon GBIF (26 décembre 2024) :
- Alopecurus gerardii var. cassius (Boiss.) Dogan
- Alopecurus alpinus f. lechleri Dusén, 1915

## Systématique
Le nom correct complet (avec auteur) de ce taxon est Alopecurus gerardii (All.) Vill..
L'espèce a été initialement classée dans le genre Phleum sous le basionyme Phleum gerardii All..
Ce taxon porte en français les noms vernaculaires ou normalisés suivants : Vulpin de Gérard, Vulpin des Alpes
Alopecurus gerardii a pour synonymes :
- Chilochloa gerardii (All.) Besser ex Schult.
- Colobachne caespitosa Sennen, 1927
- Colobachne gerardii (All.) Link
- Phleum commutatum Clairv., 1811
- Phleum gerardii All.